# پاول گئورگیان
پاول سامولی گئورگیان (ارمنی: Պավել Սամվելի Գևորգյան؛ زادهٔ ۸ آوریل ۱۹۶۳) استاد دانشگاه، دکتری علوم در رشته‌های فیزیک و ریاضیات، عضو متناظر آکادمی علوم طبیعی روسیه و رئیس دپارتمان آنالیز ریاضی دانشگاه دولتی علوم تربیتی مسکو می‌باشد.

## زندگی‌نامه
وی در سال ۸ آوریل ۱۹۶۳ در آزوخ، استان هادروت به دنیا آمد. در سال ۱۹۸۰ در دانشکده ریاضیات و مکانیک دانشگاه دولتی ایروان ثبت نام نمود. در سال ۱۹۸۴ وی برنده المپیاد ریاضیات دانش آموزان دبیرستانی ارمنستان شد. در سال ۱۹۸۴ به دانشکده عالی هندسه و توپولوژی دانشگاه دولتی مسکو منتقل شد. بین سال‌های ۱۹۸۵ تا ۱۹۸۹ تحصیلات تکمیلی را در دانشگاه دولتی مسکو سپری نمود. در سال ۱۹۸۹ نامزد علوم (برابر پی‌اچ‌دی) در رشته‌های فیزیک و ریاضیات شد. جایزه دولتی فدراسیون روسیه در آموزش در سال ۲۰۱۴ به گئورگیان اعطا گردید. گئورگیان متأهل می‌باشد و دو فرزند دارد.